# اور سیتی (تگزاس)
اور سیتی، تگزاس(به انگلیسی: Ore City, Texas) شهری در ایالت تگزاس از ایالات جنوبی ایالات متحده آمریکا است. در سرشماری سال ۲۰۰۰، جمعیت این شهر ۱۱۰۶ نفر اعلام شد.